# Кардиоплегия
Кардиоплегия (cardioplegia; кардио- + греч. plege удар, поражение) — комплекс мер, направленных на защиту миокарда во время основного этапа кардиохирургического вмешательства, включающих в себя остановку сердца (асистолию), кровяную либо фармакохолодовую протекцию миокарда. Кардиоплегия применяется при операциях на сердце с использованием аппаратов искусственного кровообращения.
Существует несколько видов кардиоплегии:
- Ишемическая кардиоплегия — проводится прекращение коронарного кровотока. Поправка: кардиоплегией в истинном значении слова не является. Сердце абсолютно не защищено от пагубного действия ишемии — основного фактора, приводящего к плачевным последствиям.
- Химическая кардиоплегия — проводится путём введения в венечные артерии сердца фармакологических препаратов (цитрата калия, хлорида калия, ацетилхолина и др.) при помощи кардиоплегических канюль.
- Холодовая ишемическая кардиоплегия — проводится путём орошения сердца охлажденным физиологическим раствором, уменьшая тем самым повреждающий эффект гипоксии.

На настоящий момент истинной кардиоплегией является только холод. Гипотермия обеспечивает значительный прирост периода ишемии миокарда без значительных последствий. Другой вариант — в случае длительной остановки сердца — проведение кардиоплегии немодифицированной крови. Недостаток: при низких температурах — ухудшение микроциркуляции. Однако эта методика позволяет проводить перфузию миокарда до 180 минут без выраженных некробиотических изменений в миокарде.